# Mess Béla
Mess Béla (Bonyhád, 1923. február 23. – Pécs, 2019. július 27.) magyar orvos, neuroendokrinológus, kutatóorvos, egyetemi tanár. Az orvostudományok kandidátusa (1959), az orvostudományok doktora (1970).

## Életpályája
1941-ig Bonyhádon élt. A bonyhádi evangélikus gimnáziumban érettségizett 1945-ben. 1945–1951 között a Pécsi Orvostudományi Egyetem hallgatója volt. 1951–1958 között a Pécsi Orvostudományi Egyetem Anatómiai Intézetének tanársegéde, 1958–1963 között adjunktusa, 1963–1972 között docense, 1972–1993 között egyetemi tanára volt. 1993-ban habilitált. 1993-tól professzor emeritus volt. 2001–2019 között a Magyar Orvos Írók és Képzőművészek Körének tagja volt. 2021-ben a Társaság – posztumusz – Örökös Tagjává választotta.
Több mint 200 tudományos dolgozat szerzője volt. Kiemelkedő szerepe volt a tobozmirigy funkciójának kiderítésében és a kronobiológia tudományágának kialakításában.
Temetése a Pécsi központi temetőben történt.

## Családja
Szülei: Mess József (1883–1968) és Lemle Irén (1895–1936) voltak. 1952-ben házasságot kötött Mezey Klárával. Három gyermekük született: Irén (1953–), Ágnes (1955–) és András (1963–).

## Művei
- Élni akarok mindennap (1998, 2004)
- Szikével, tollal, puskával (1999)
- Az öregedés biológiai és orvosi aspektusai (1999)
- Apróvadra is vadásztam (2000)
- Vadászszemmel öt földrészen (2001)
- Erdőzúgás, olykor puskalövéssel (2002)
- Naplemente (2003)
- Két szenvedély rabságában (2005)
- Vadász tanmesék (2006)
- Biológiai órák (2006)
- Emlékszikrák (2009)
- A fogantatástól a koporsóig (2011)
- Egy öreg vadász elmélkedései (2012)
- Olthatatlan vadászszenvedély (2014)
- Örökké vadász maradok (2017)

## Díjai
- Akadémiai díj (1963)
- Az Oktatásügy Kiváló Dolgozója (1977)
- Pro Universitate (POTE, 1997)
- Szentágothai János-díj (1998)
- Darányi Ignác-díj (1998)
- Nimród Érem
- a Hubertus Kereszt arany fokozata (2001)
- a Vadászkamara Aranyérme (2009)[7]
- az Arany Fácántoll Irodalmi életműdíj (2015)[8]